# 정문흠
정문흠(鄭文欽, 1892년 9월 1일 ~ 1976년 3월 1일)은 제2·3·4대 국회의원을 지낸 대한민국의 정치인이다.

## 약력
- 만주 동흥중학교(東興中學校) 졸업
- 일제 강점기 함경북도 경흥군 금융조합장
- 대한농민회 최고위원
- 자유당 당무위원 겸 경상북도 봉화군당위원장
- 자유당 당무위원 겸 원내총무
- 자유당 당무위원 겸 경상북도당위원장
- 자유당 당무위원 겸 정책심의위원장

## 역대 선거 결과
|  | 35.91% |

|  | 39.77% |

|  | 21.67% |

|  | 61.09% |